# Autostrada A4 (Polonia)

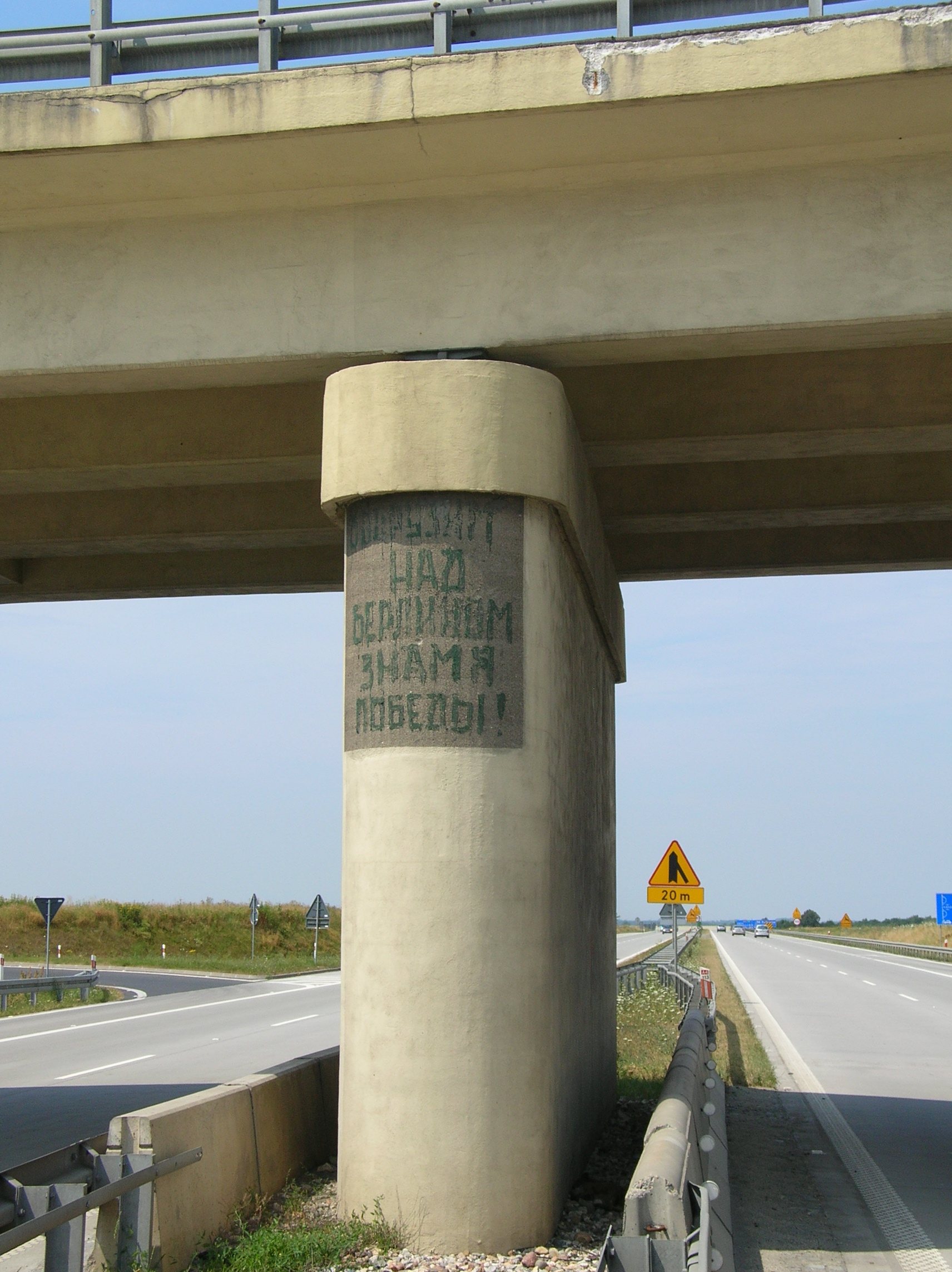
Inscripție realizată de soldații sovietici în 1945: Водрузим над Берлином знамя победы (Vom înălța steagul victoriei deasupra Berlinului); A4 la vest de Wrocław.

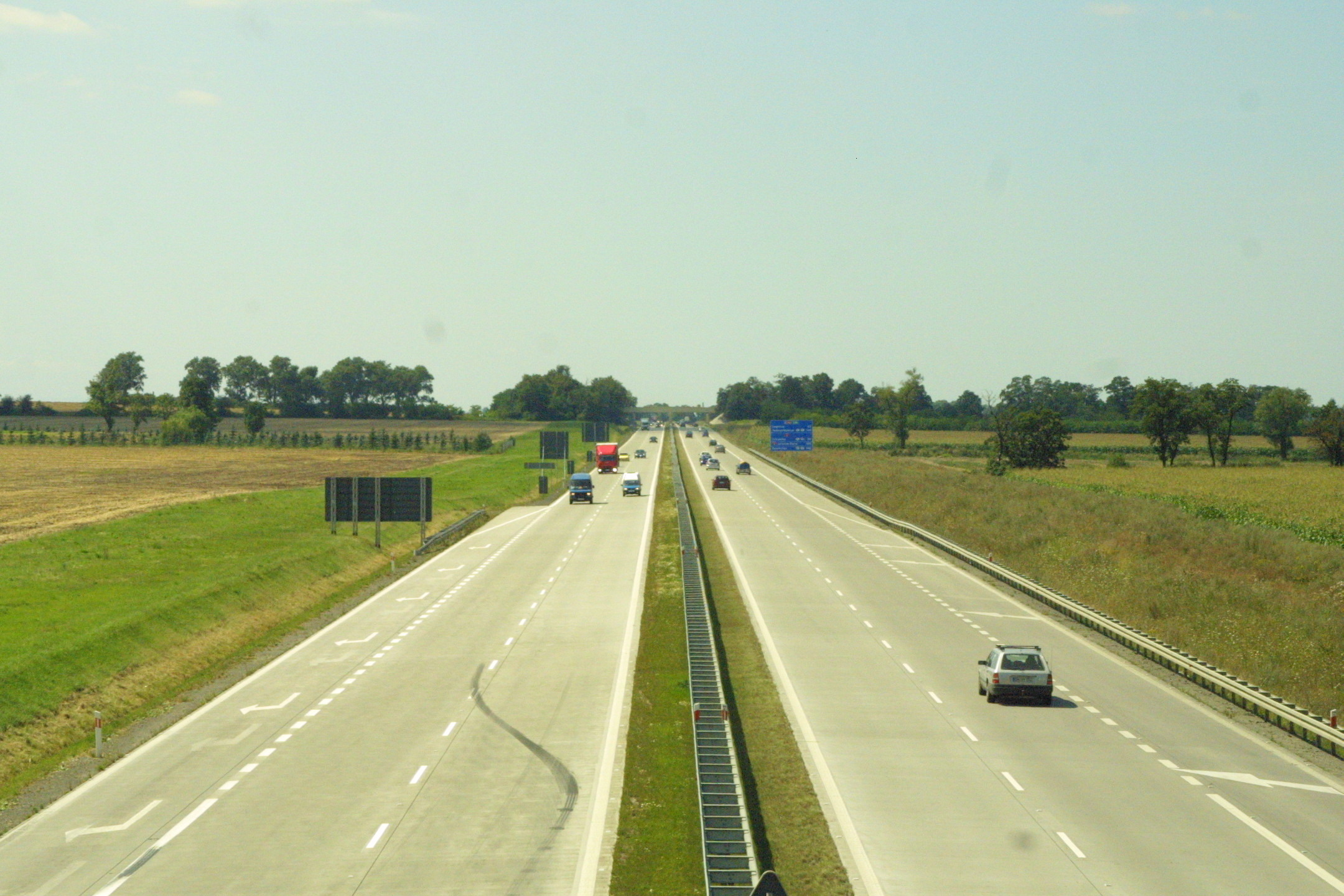
A4 la vest de Wrocław cu suprafața din beton recondiționată

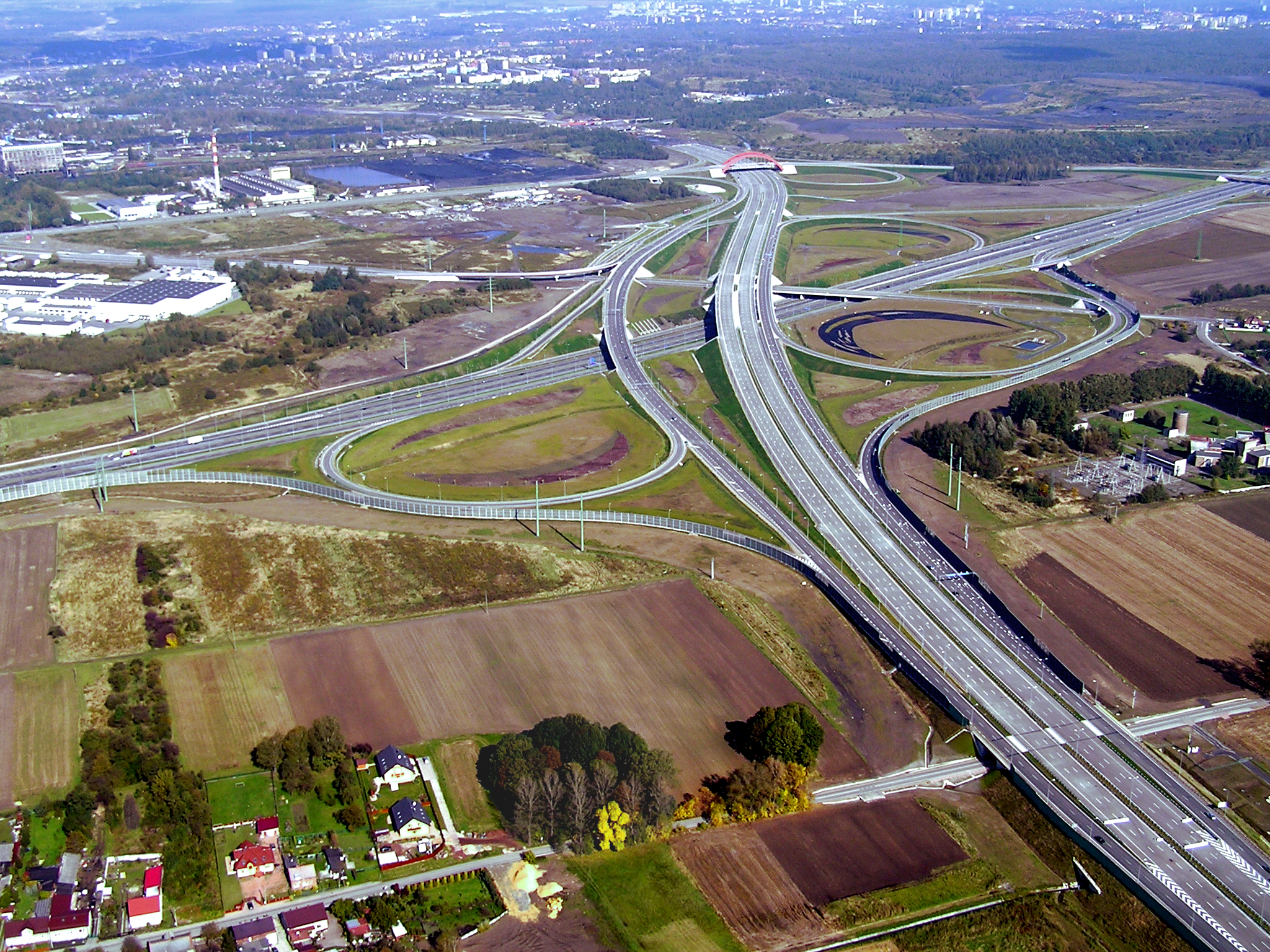
Partea sudică a nodului rutier Gliwice-Sośnica (intersecția cu autostrada A1, autostrada A4, drumul național 44, drumul voievodal 902 și un drum local care iese din Gliwice) - cel mai mare nod rutier din Polonia, deschis în 2009-2010

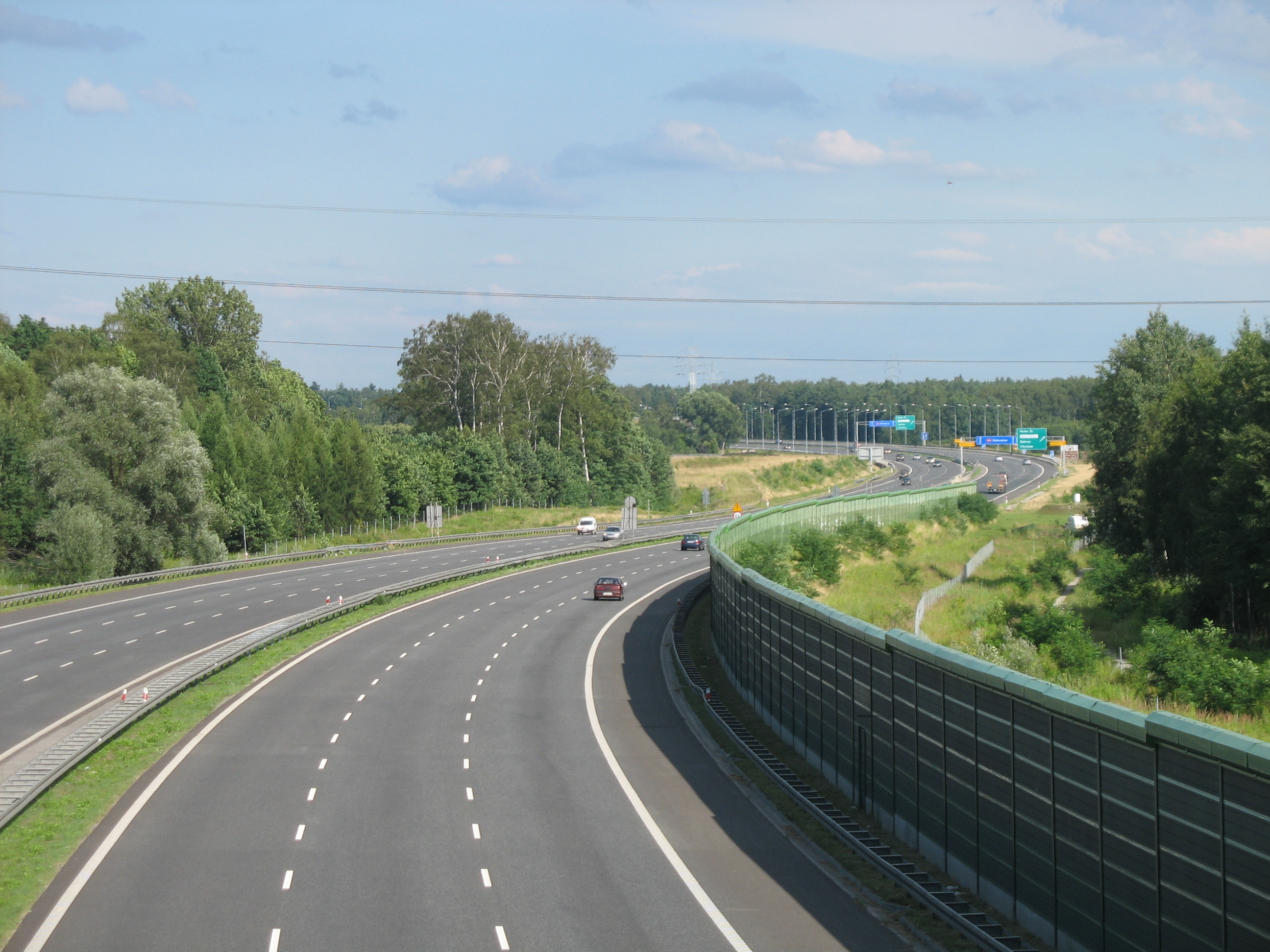
A4 în Zabrze, deschisă în 2005

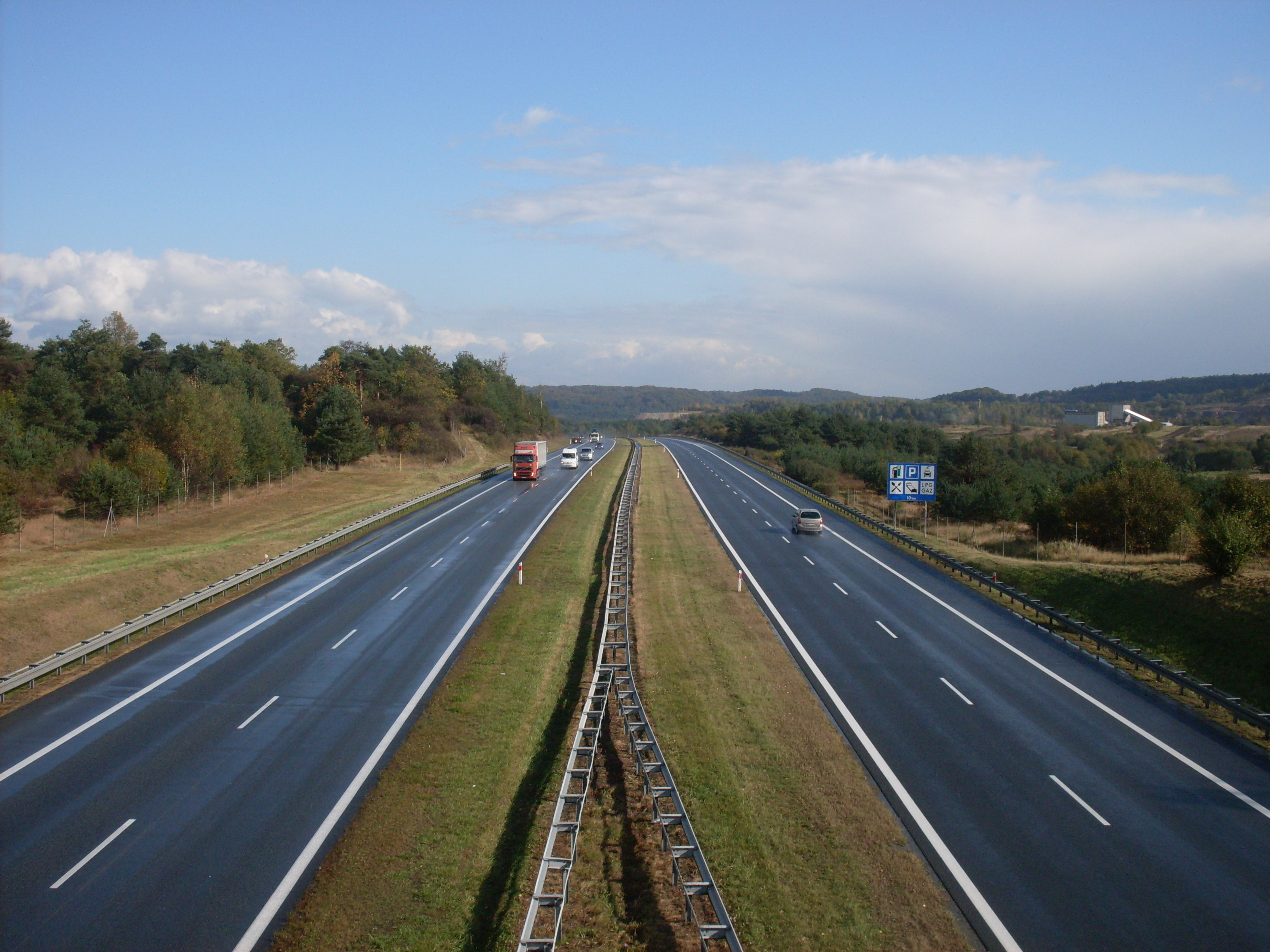
A4 lângă Kraków (Zalas), deschisă în 1980

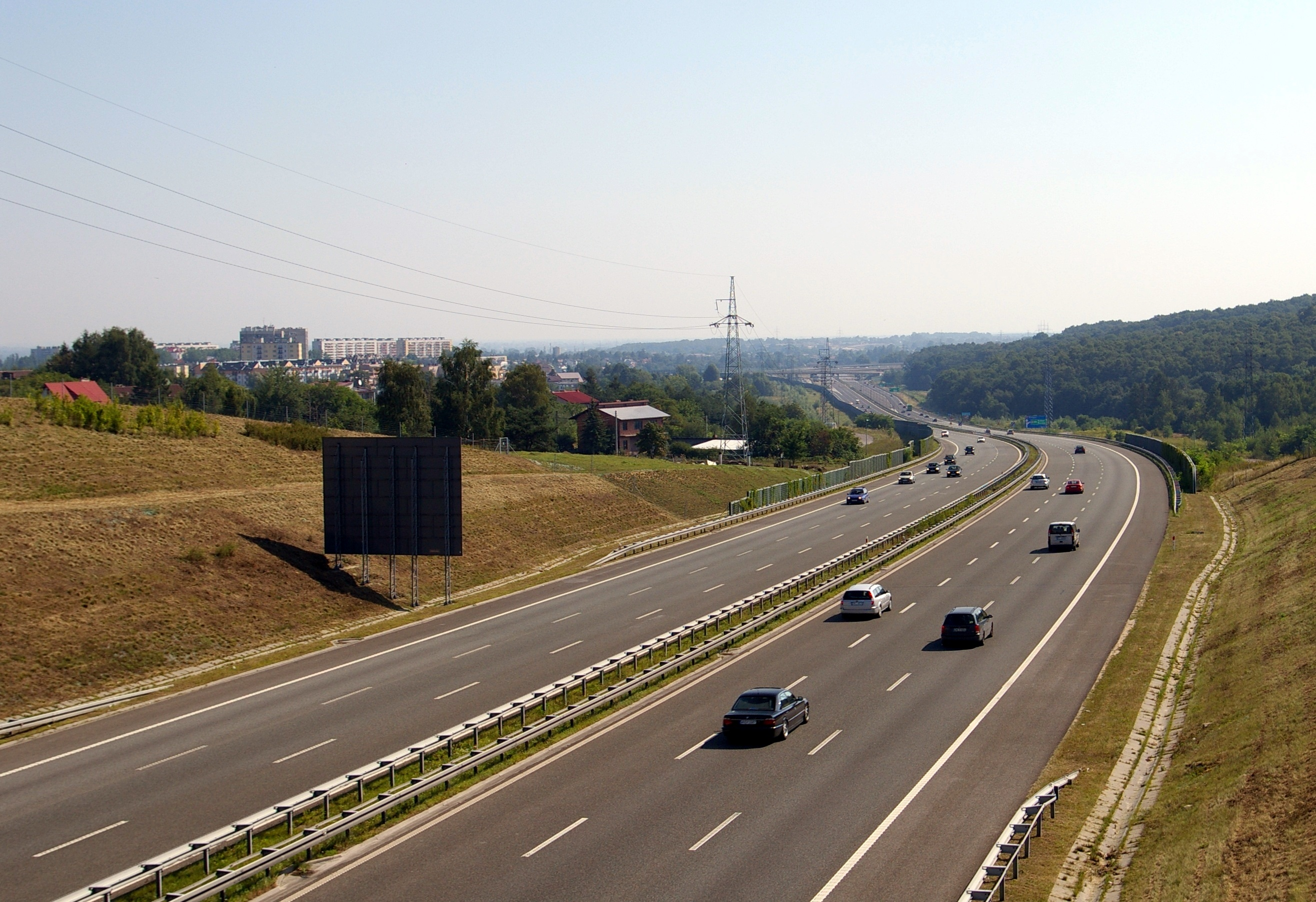
A4, parte din centura ocolitoare a orașului Kraków, deschisă în 2002-2003

Autostrada A4 din Polonia este o autostradă de 669 km lungime care se desfășoară pe direcția est-vest, traversând sudul Poloniei, de-a lungul părții nordice a Munților Sudeți și Carpați, de la granița polono-germană de la Zgorzelec-Görlitz (conectându-se la A4 din Germania), prin orașele Wrocław, Opole, Gliwice, Katowice, Kraków, Tarnów și Rzeszów, până la granița polono-ucraineană de la Korczowa-Krakovets (conectându-se la M10). Aceasta face parte din Ruta europeană E40.
Autostrada dintre Wrocław și Kraków (270 km) a fost construită între 1976 și 2005. Secțiunea de la Mysłowice la Kraków este drum cu taxă.
Secțiunea de la granița germană până la Wrocław (151 km , fără taxă) a fost construită între 2002 și 2009, în mare parte ca repavare a vechii autostrăzi din beton construită între 1933 și 1937 (pe atunci teritoriul Germaniei Naziste). Părțile recondiționate sunt substandard din cauza lipsei benzii de urgență și a limitării vitezei la 110 km/h.
Autostrada de la Kraków la granița ucraineană (251 km, fără taxă) a fost construită între 2010 și 2016, făcând ca A4 să devină prima autostradă completă de la graniță la graniță din Polonia.

## Istoria construcției
Unele porțiuni vestice ale acestei autostrăzi au fost inițial construite ca Reichsautobahn de către Germania Nazistă în anii 1930, sub granițele sale interbelice. După Al Doilea Război Mondial și instaurarea regimului comunist în Polonia, cu noile sale granițe, drumurile existente au primit întreținere și modernizări minime, devenind cunoscute pentru calitatea lor proastă, un fenomen similar cu cel observat în Germania de Est. Astfel, drumul original a rămas într-o stare practic neschimbată pe toată durata perioadei comuniste și în primii ani după aceea. Reconstrucția între 2002 și 2006 a implicat îndepărtarea suprafeței din beton vechi (înainte, un fragment scurt din A18 a fost reconstruit între 1993 și 1995, din care 10 km sunt acum parte din A4), dar unele aspecte ale standardelor de construcție din anii 1930 rămân pe porțiunea de la Krzyżowa până la Wrocław; de exemplu, secțiunea menționată nu are benzi de urgență, o caracteristică ce urmează să fie adăugată în viitor.
Secțiunea dintre Katowice și Kraków a fost construită între 1976 și 1996, iar secțiunea dintre Wrocław și Katowice între 1996 și 2005. Între 2006 și 2009, a fost construită secțiunea de 67 km dintre Zgorzelec și Krzyżowa. Construcția ultimului segment important, între Tarnów și Rzeszów, a început în 2009 și a fost finalizată în 2016. Aceasta a permis ca A4 să fie prima autostradă completă de la graniță la graniță din Polonia, conectând granița de vest cu Germania și granița de est cu Ucraina.
De asemenea, în 2009 a fost finalizată prima porțiune a autostrăzii la est de Kraków (20 km). Planul inițial era să se finalizeze restul autostrăzii până în 2013, însă, datorită deciziei UEFA de a găzdui Campionatul European de Fotbal 2012 în Polonia și Ucraina și nevoii de a îmbunătăți infrastructura rutieră care leagă cele două țări, data deschiderii autostrăzii pentru trafic a fost devansată pentru iunie 2012. Acest obiectiv ambițios nu a fost atins după multiple întârzieri, unele cauzate de inundațiile din 2010. În iulie 2016, ultima secțiune lipsă de 41 km între Rzeszów și Jarosław a fost finalizată. Acest lucru a însemnat că întreaga lungime a A4 de la granița cu Germania până la granița cu Ucraina a fost completă, făcând din A4 prima autostradă majoră completă din Polonia (a doua în general, după scurta A8) și prima conexiune rutieră continuă de la o graniță la alta.

## Secțiuni ale autostrăzii
| Secțiunea autostrăzii                   | Lungime           | Construită | Notă |
| --------------------------------------- | ----------------- | ---------- | --- |
| Jędrzychowice (graniță) - Zgorzelec     | 1,7 km (1,1 mi)   | 1994–1996  | doar pentru camioane grele în 1994, pentru toate vehiculele din 1996                                                                   |
| Zgorzelec - Krzyżowa                    | 50 km (31 mi)     | 2007–2009  | |
| Krzyżowa - Bielany Wrocławskie          | 99 km (62 mi)     | 1933–1937  | reasfaltată între 2002 și 2006 (scurt fragment între 1993 și 1995); secțiune fără benzi de urgență                                     |
| Bielany Wrocławskie - Przylesie (Brzeg) | 40,7 km (25,3 mi) | 1997–2000  | prima cale de rulare construită între 1936 și 1938; reconstruită și a doua cale de rulare adăugată între 1997 și 2000                  |
| Przylesie (Brzeg) - Nogowczyce          | 84,5 km (52,5 mi) | 2000–2003  | unele lucrări nefinalizate înainte de 1945                                                                                             |
| Nogowczyce - Kleszczów                  | 17,9 km (11,1 mi) | 2001–2003  | prima cale de rulare construită între 1936 și 1942; reconstruită și a doua cale de rulare adăugată între 2001 și 2003                  |
| Kleszczów - Katowice Murckowska         | 43 km (27 mi)     | 1996–2005  | |
| Katowice Murckowska - Mysłowice         | 6,3 km (3,9 mi)   | 1989–1996  | |
| Mysłowice - Kraków Balice               | 53,7 km (33,4 mi) | 1976–1991  | operator privat și taxe de drum din 2000                                                                                               |
| Kraków Balice - Kraków Wieliczka        | 24 km (15 mi)     | 1979–2003  | |
| Kraków Wieliczka - Szarów               | 20 km (12 mi)     | 2007–2009  | |
| Szarów - Tarnów                         | 57 km (35 mi)     | 2010–2013  | deschisă traficului în noiembrie 2012, parțial cu o singură cale de rulare. Ambele căi de rulare au fost complet deschise în mai 2013. |
| Tarnów Północ - Dębica Wschód           | 34,8 km (21,6 mi) | 2010–2014  | deschisă la 30/31 octombrie 2014. |
| Dębica Wschód - Rzeszów Północ          | 41 km (25 mi)     | 2010–2013  | deschisă în octombrie 2013 |
| Rzeszów Północ - Rzeszów Wschód         | 6,9 km (4,3 mi)   | 2010–2012  | deschisă în septembrie 2012 |
| Rzeszów Wschód - Jarosław Zachód        | 41,2 km (25,6 mi) | 2010–2016  | planificată inițial să fie finalizată în 2012, întârziată până în 2014, apoi finalizată în 2016.                                       |
| Jarosław Zachód - granița cu Ucraina    | 44 km (27 mi)     | 2009–2016  | ultima secțiune finalizată, deschisă în 2016.                                                                                          |